# Drie Venetiës

Triveneto of de Drie Venetiës

Provincie Venetia et Istria voor keizer Augustus

Oostenrijks territorium (groen) voor 1866

Venezia Euganea (donkerblauw) gaat naar Italië (blauw) in 1866

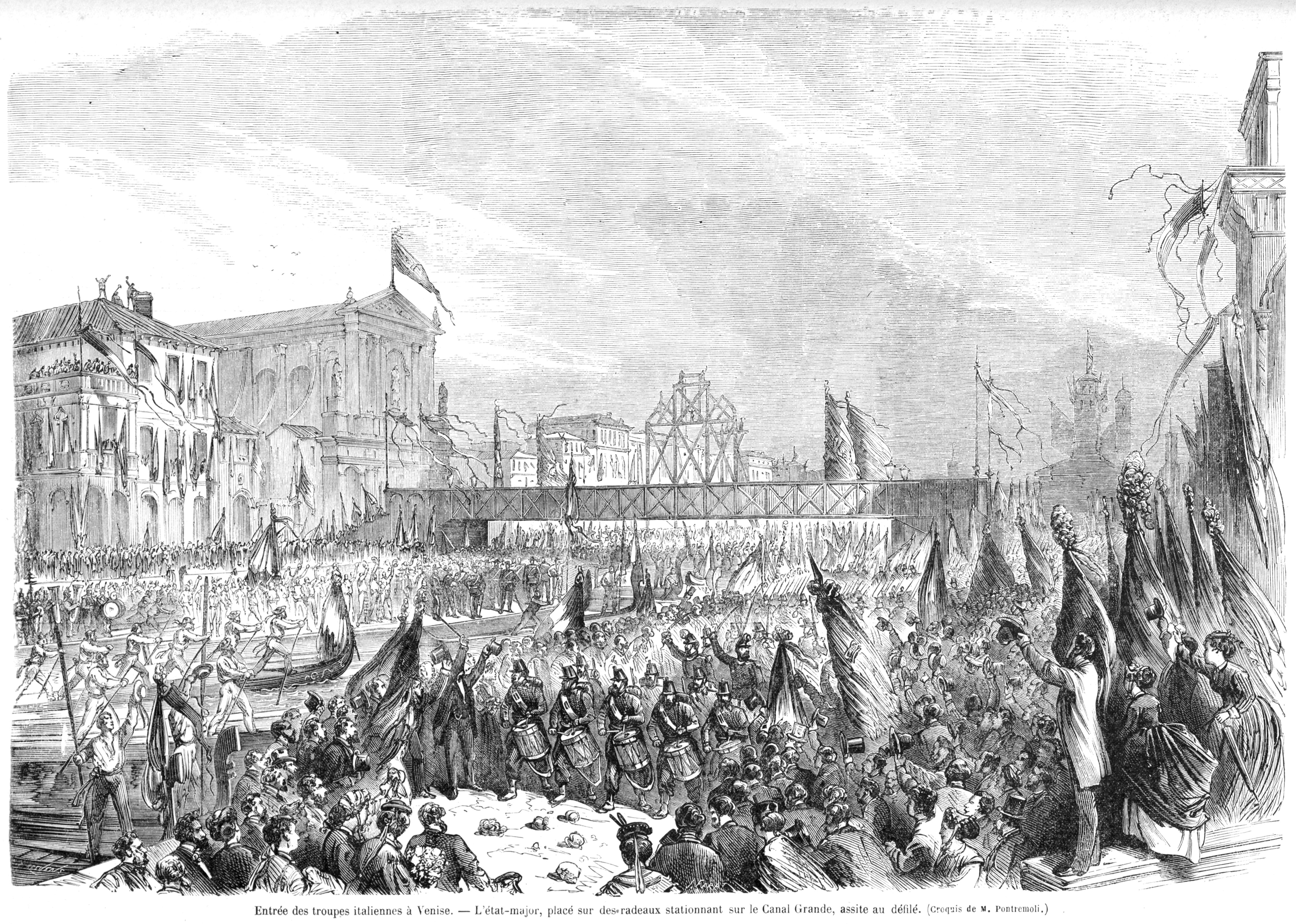
Italiaanse troepen in de stad Venetië (1866)

De Drie Venetiës zijn drie gebieden die historisch een eenheid waren in het Romeinse keizerrijk en gelegen zijn in Noord-Oost Italië, Slovenië en Noord-Kroatië. In de Romeinse Tijd kwam het overeen met de Tiende Provincie in Italia. Keizer Augustus noemde de Tiende Provincie Venetia et Istria en zag het als een fysiek-geografische eenheid ten zuiden van de Alpen en aan de Adriatische Zee.
De naam Drie Venetiës is in het Italiaans Triveneto of ook Tre Venezie. De naam ontstond in de 19e eeuw; de filoloog Ascoli zou de eerste geweest zijn die de term neerschreef. Toen de naam Triveneto opgang maakte (19e eeuw) was het gebied volledig onder Oostenrijks bestuur.
De drie gebieden zijn van west naar oost:
- Venezia Tridentina, ook genoemd Venezia Raetica, naar het Oud-Italisch volk Raeti, ligt het meest westelijk.[4] Het bevatte de steden Trente en Bolzano. De naam Venezia Tridentina is verwarrend want het is het enige stuk van Triveneto dat nooit tot de republiek Venetië behoord heeft. Voor de Oostenrijkers was dit een onderdeel van hun graafschap Tirol. De Oostenrijkers weigerden daarom de naam Venezia Tridentina te gebruiken. Het gebied komt overeen met de moderne regio Trentino-Alto Adige.
- Venezia Euganea is het middenstuk en het grootste stuk. Het is genoemd naar het oud-Italisch volk Euganei. Het bevatte de steden Venetië (genoemd naar het oud-Italisch volk Veneti), Verona, Vicenza, Padua, Rovigo, Treviso, Belluno, Pordenone en Udine. Het komt overeen met de moderne regio Veneto plus Friuli. De naam Veneto, verwant met Venezia, is eveneens een 19e-eeuwse benaming. Het verwijst naar het eigenlijke Venetië of Venezia Propria. Voor de Oostenrijkers was dit deel een onderdeel van hun koninkrijk Lombardije-Venetië.
- Venezia Giulia in het oosten is genoemd naar Cividale del Friuli en zo naar Julius Caesar; het wordt ook Julisch Venetië genoemd. Het bevatte de steden Triëst, Gorizia, Pula en Fiume. Voor de Oostenrijkers was dit deel van hun koninkrijk Küstenland.

## Drie Venetiës voor het koninkrijk Italië

### Territoriale verliezen van Oostenrijk
Venezia Eugenea. In 1866 tekenden het koninkrijk Italië en het keizerrijk Oostenrijk, voortaan Oostenrijk-Hongarije, het Verdrag van Wenen. Venezia Euganea ging over van Oostenrijk naar Italië. Het koninkrijk Lombardije-Venetië was hiermee volledig ontmanteld. In oktober 1866 organiseerden de Italianen nog een plebisciet in Venetië om de aanhechting aan Italië te bevestigen; dit was een formaliteit. Feitelijk was het keizer Napoleon III van Frankrijk die de overdracht bemiddeld had. Kort nadien stonden de Italiaanse troepen triomfantelijk in Venetië. Venezia Euganea werd voortaan Veneto genoemd. Als uitzondering bleven de Friulische steden in het graafschap Görz (of Gorizia) en Gradisca nog Oostenrijks, en dit tot de Eerste Wereldoorlog.
Venezia Tridentina. In 1919 tekenden onder meer het koninkrijk Italië het Verdrag van Saint-Germain met de rompstaat Republiek Duits-Oostenrijk. Venetia Tridentina ging over van Oostenrijk naar Italië.

### Territoriaal verlies en winst van Italië
Venezia Giulia. In 1920 tekenden het koninkrijk Italië en het koninkrijk van Serven, Kroaten en Slovenen het Verdrag van Rapallo. Ze verdeelden onder elkaar het oude Oostenrijkse Venezia Giulia. Italië kreeg het meest, inclusief Istrië. Voor de Italianen was Venezia Giulia de springplank naar Dalmatië, ooit deel van de republiek Venetië. Dat ze niets van Dalmatië kregen was een grote frustratie voor hen.
In 1924 tekenden het koninkrijk Italië en het koninkrijk Joegoslavië het Verdrag van Rome (1924). De stad Rijeka ook Fiume genoemd werd dan toch toegevoegd aan Venezia Giulia.

### Territoriaal verlies van Italië
In 1947 tekenden onder meer de republiek Italië met de republiek Joegoslavië de Vrede van Parijs. Het gebied van Venezia Giulia werd sterk ingekrompen ten voordele van Joegoslavië. De Vrije Zone Triëst werd bovendien opgedeeld tussen Italië en Joegoslavië. De latere Verdragen van Osimo legden dit in 1975 juridisch vast. Wat voor de Italianen overbleef van Venezia  Giulia ging op met Friuli in de nieuwe regio Friuli-Venezia Giulia.

## Kerkelijk
Triveneto is voor de Rooms-katholieke Kerk een regio in Noord-Oost Italië. Het omvat alle bisdommen aldaar, zonder deze in het voormalige Joegoslavië.